# Marie Jeanette Baale
Marie Jeanette Baale (Groningen, 17 mei 1875 - Amsterdam, 22 oktober 1947) was de eerste vrouwelijke doctor in de klassieke letteren van Europa, lerares klassieke talen en feministe. Marie Baale was als zodanig een belangrijke voortrekker in het gymnasiale onderwijs.

## Leven

Groepsportret van leden van de Amsterdamse vrouwelijke studenten vereniging Dicendo, Discentes, Docemus (DDD), studiejaar 1898-1899. Uit de Collectie IAV - Atria

Toen Marie Baale drie jaar oud was verhuisde ze van Groningen naar Amsterdam. Ze ging naar school op het Stedelijk Gymnasium in Amsterdam (tegenwoordig het Barlaeus Gymnasium). In 1893 ging ze klassieke talen studeren aan de Universiteit van Amsterdam, waar haar oudere broer Cornelis Hendrik Baale (1871-1944) al studeerde. In 1896 haalde ze haar kandidaats, in 1900 haar doctoraal: beide cum laude. Van 1894 tot 1902 was ze voorzitter van de Amsterdamsche Dames-Studentenvereeniging Dicendo Discentes Docemus (DDD): 'Al sprekende lerend, onderwijzen wij'. Dit lezingendispuut kwam bij de feministe Jeltje de Bosch Kemper thuis bij elkaar. In 1902 nam Baale het initiatief tot de oprichting van de Amsterdamsche Vrouwelijke Studenten Vereeniging (AVSV). Op 3 juli 1903 promoveerde Marie Baale bij professor Koenraad Kuiper op het proefschrift Studia in Anytes poetriae vitam et carminum reliquias, 'Studies naar het leven en de overgeleverde gedichten van de dichteres Anyte'. Met deze promotie - opnieuw cum laude - was Baale de eerste vrouwelijke doctor in de klassieke letteren van Europa.

#### Docente klassieke talen
Marie Baale was een geboren docente. Al tijdens haar studie gaf ze veel privélessen. Maar Koenraad Kuiper, haar promotor, had haar wijsgemaakt dat ze nooit aangenomen zou worden op een Nederlands gymnasium. Daarom vertrok ze naar Duitsland. Van 1903 tot 1906 werkte zij als lerares en plaatsvervangend rectrix aan het meisjesgymnasium in Keulen. In 1907 keerde Marie Baale terug naar Nederland. Ondanks de voorspelling van haar promotor werd ze aangenomen als docente. Dat ging overigens niet zonder slag of stoot. Nu eens maakte de school of de gemeente bezwaar tegen de aanstelling van een vrouw, dan weer stuitte zij op weerstand bij de inspecteur van het gymnasiaal onderwijs. Tot twee keer toe benaderde Marie Baale met succes de minister van onderwijs met het verzoek op te komen voor haar belangen en die van alle vrouwelijke docenten. Aanvankelijk gaf ze les op de gymnasia van Doetinchem en Assen, van 1912 tot 1940 aan de school waar ze zelf op had gezeten: het Stedelijk Gymnasium in Amsterdam. In een interview met de schoolkrant Suum Cuique antwoordde ze op de vraag of er sinds haar schooltijd veel veranderd was: ‘Neen, alleen is het aantal vrouwelijke leerlingen groter dan vroeger’. Baale was een groot voorstander van gemengd onderwijs. Dat betekende niet alleen meer meisjes in de klas en in de collegebanken, maar ook meer vrouwen voor de klas en op leidinggevende posities.

#### Feministe en politica
Tussen 1912 en 1913 verzorgde Marie Baale de afdeling 'hoger onderwijs' van de tentoonstelling De Vrouw 1813-1913. Naar aanleiding van de expositie werd in 1918 de 'Vereeniging van Gestudeerde Vrouwen' opgericht, in 1924 omgedoopt tot 'Nederlandsche Vereeniging van Vrouwen met Academische Opleiding' (VVAO). Marie Baale was een van de initiatiefneemsters. Ze zette zich in voor gelijke salarissen en loopbaanmogelijkheden voor vrouwen. Zo schreef ze het 'Rapport inzake ambtelijke gelijkstelling van mannelijke en vrouwelijke leerkrachten bij het onderwijs in Nederland'. Hoe ver dat ideaal nog verwijderd was, ondervond ze aan den lijve: toen ze in 1923 solliciteerde naar de functie van rector en conrector van het Stedelijk Gymnasium, werd ze afgewezen.
Marie Baale was een gedreven feministe. In Doetinchem en in Assen richtte ze een plaatselijke afdeling van de Bond voor Vrouwenkiesrecht op, in Amsterdam was ze van 1916 tot 1919 voorzitster van de plaatselijke afdeling. In de jaren 1917-1918 was zij ondervoorzitster van de Commissie Huldeblijk aan de Nagedachtenis van Jonkvrouwe Jeltje de Bosch Kemper.
Marie Baale was ook politiek actief. Ze zat in het hoofdbestuur van de Liberale Unie, die in 1921 opging in De Vrijheidsbond. Binnen deze partij vervulde ze verschillende bestuursfuncties, zoals:
- bestuurslid van de afdeling Amsterdam,
- voorzitster van de Vrouwengroep binnen de afdeling Amsterdam (van 1921 tot 1937),
- vicevoorzitster van het hoofdbestuur van de Vrouwengroep.

In 1935 was Baale een van de initiatiefneemsters van het Comité tot Verdediging van de Vrijheid van Arbeid voor de Vrouw (CVVAV). Binnen deze Vrijheidsbond gold ze als te radicaal. De verkiesbare plaatsen bestemd voor leden van de vrouwengroepen gingen steevast naar meer gematigde feministes. Voor de verkiezingen van de Eerste Kamer in 1923 werd Baale ergens onderaan op de kieslijsten geplaatst, en bij de Amsterdamse gemeenteraadsverkiezingen stond haar naam helemaal niet op de kieslijst. Toch bleef ze actief lid van de Vrijheidsbond totdat deze in 1941 werd opgeheven.
Op 3 juli 1940 - een paar maanden na de Duitse inval - ging Marie Baale met pensioen. Hierna werd ze actief als bestuurslid van de Amsterdamsche Schoolwerktuinen, na de Eerste Wereldoorlog gesticht om kinderen te interesseren voor de natuur, maar ook vanwege de voedselschaarste. In 1943 overleed haar broer, met wie zij sinds de dood van haar moeder in 1927 samenwoonde in de Palestrinastraat. Begin augustus 1947 werd ze ernstig ziek opgenomen in het ziekenhuis. Marie Baale overleed op 22 oktober 1947 en werd begraven op de Nieuwe Oosterbegraafplaats.

## Werken
- Studia in Anytes poetriae vitam et carminum reliquias (proefschrift Universiteit van Amsterdam 1903).
- 'Iets over vrouwelijke docenten en leerlingen aan Nederlandsche gymnasiën', in: Weekblad voor Gymnasiaal en Middelbaar Onderwijs 4 (1908), blz. 1144-1146.
- 'Meisjes-gymnasiasten in Holland en in Duitschland', in: Weekblad voor Gymnasiaal en Middelbaar Onderwijs 6 (1910), blz. 1059-1064.
- 'Het Hooger Onderwijs op de Tentoonstelling 'de Vrouw 1813-1913' ', in: Maandblad voor Vrouwenstudie (1-9-1913), blz. 71-77.
- 'De vrouw als docent in de klassieke letteren', in: Maandblad voor Vrouwenstudie (1-3-1914), blz. 149-159.
- 'Het Hooger Onderwijs in het 'Paviljoen de Vrouw' op de koloniale tentoonstelling te Semarang', in: Maandblad voor Vrouwenstudie (1-5-1914), blz. 17-19.
- 'Vindonissa', in: Tijdschrift voor Geschiedenis 38 (1923), blz. 88-109.
- 'Meisjesstudie', in: Suum Cuique (8-9-1923), blz. 21-23.